# Making Trouble
Making Trouble è l'album di debutto del gruppo hip hop statunitense Geto Boys (all'epoca noto come Ghetto Boys), pubblicato il 17 febbraio 1988. L'album è distribuito da Rap-A-Lot che lo ripubblica nel 1991 (con Priority Records), 1995 (con Virgin Records), 1998 e 2002 per il mercato degli Stati Uniti, distribuendo l'album in modo che rifletta il nuovo nome del gruppo, Geto Boys.
Il gruppo inizialmente prevede Bushwick Bill, DJ Ready Red, Sire Jukebox e Prince Johnny C. In seguito alla pubblicazione di Making Trouble, la Rap-A-Lot Records fa fuori dal gruppo Sire Jukebox e Johnny C, aggiungendovi Scarface e Willie D.

## Ricezione
L'album è ignorato da pubblico e critica, recensito molto negativamente dagli addetti ai lavori. RapReviews gli assegna un rating disastroso pari a 2.5/10, mentre AllMusic vota l'album con una stella e mezza su cinque, scrivendo: «il gruppo non aveva trovato una propria identità, qui essenzialmente copiano i Run-D.M.C.. Il momento più interessante arriva con My Balls and My Word, dove è campionato Scarface, film di Brian de Palma che preannuncia inconsapevolmente il futuro del gruppo alla guida dello stesso Scarface. [...] Making Trouble è semplicemente una novità che anche gli appassionati più duri a morire troveranno di poco valore.»
| Recensione                    | Giudizio |
| ----------------------------- | -------- |
| AllMusic                      | [ 1 ]    |
| The Rolling Stone Album Guide | [ 2 ]    |
| RapReviews                    | [ 3 ]    |

## Tracce
1. Making Trouble – 5:19
2. Snitches – 2:43
3. Balls And My Word – 0:35
4. Assassin – 5:45
5. Why Do We Live This Way – 6:53
6. I Run This – 4:20
7. No Curfew – 3:36
8. One Time Freestyle – 3:26
9. Ghetto Boys Will Rock You – 3:45
10. You Ain't Nothin' – 2:46
11. The Problem – 1:00